# Mailholas
Mailholas är en kommun i departementet Haute-Garonne i regionen Occitanien i södra Frankrike. Kommunen ligger i kantonen Rieux-Volvestre som tillhör arrondissementet Muret. År 2022 hade Mailholas 35 invånare.

## Befolkningsutveckling
Antalet invånare i kommunen Mailholas
Referens:INSEE